# Сес-Савес
Сес-Саве́с (фр. Seysses-Savès) — коммуна во Франции, находится в регионе Юг — Пиренеи. Департамент — Жер. Входит в состав кантона Саматан. Округ коммуны — Ош.
Код INSEE коммуны — 32432.

## География

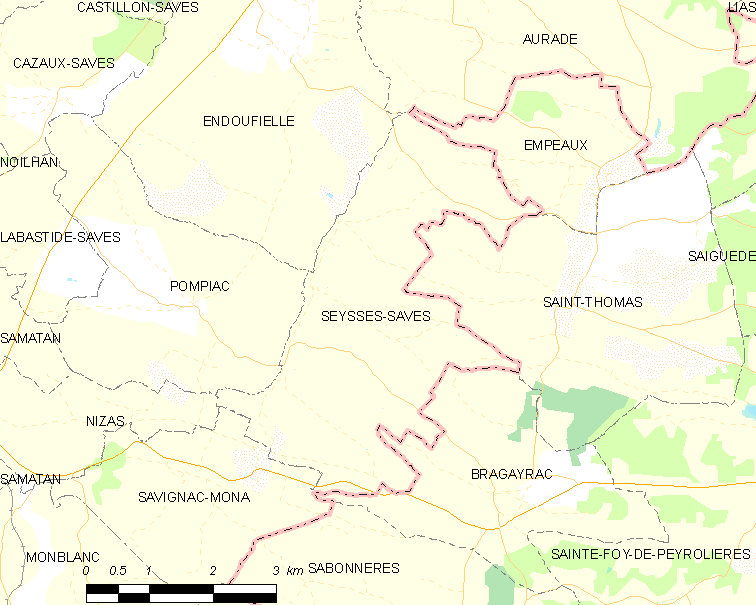
Карта коммуны

Коммуна расположена приблизительно в 610 км к югу от Парижа, в 35 км западнее Тулузы, в 40 км к юго-восточнее от Оша.

## Климат
Климат умеренно-океанический. Лето жаркое и немного дождливое, температура часто превышает 35 °С. Зимой часто бывает отрицательная температура и ночные заморозки. Годовое количество осадков — 700—900 мм.

## Население
Население коммуны на 2010 год составляло 260 человек.
| 1962 | 1968 | 1975 | 1982 | 1990 | 1999 | 2010 |
| ---- | ---- | ---- | ---- | ---- | ---- | ---- |
| 271  | 222  | 199  | 202  | 217  | 242  | 260  |

## Администрация
| Период | Период | Фамилия       | Партия | Примечания |
| ------ | ------ | ------------- | ------ | ---------- |
| 2001   | 2008   | Франсуа Кавай |        |            |
| 2008   | 2020   | Тереза Толе   |        |            |

## Экономика
В 2010 году среди 167 человек трудоспособного возраста (15-64 лет) 132 были экономически активными, 35 — неактивными (показатель активности — 79,0 %, в 1999 году было 72,0 %). Из 132 активных жителей работали 126 человек (64 мужчины и 62 женщины), безработных было 6 (2 мужчин и 4 женщины). Среди 35 неактивных 12 человек были учениками или студентами, 17 — пенсионерами, 6 были неактивными по другим причинам.

## Достопримечательности
- Церковь Воздвижения Креста Господня (XV век). Исторический памятник с 1984 года[4]